# NASCAR Winston Cup Series 1976
La NASCAR Winston Cup Series 1976 è stata la 28ª edizione del campionato professionale di stock car. Il campionato è cominciato il 18 gennaio per concludersi il 21 novembre. Il campione in carica era Richard Petty.

## Campionato
Il campionato è stato vinto da Cale Yarborough.